# Mucidula
Mucidula Pat. – rodzaj grzybów z rodziny Physalacriaceae. 

## Systematyka i nazewnictwo
Pozycja w klasyfikacji według Index Fungorum: Physalacriaceae, Agaricales, Agaricomycetidae, Agaricomycetes, Agaricomycotina, Basidiomycota, Fungi.
Nie posiada polskiej nazwy. Jedyny występujący w Polsce gatunek tego rodzaju znany jest pod polską nazwą monetka bukowa, dawniej bowiem zaliczany był do rodzaju Oudemansiella (monetka).

## Gatunki
- Mucidula brunneomarginata (Lj.N. Vassiljeva) R.H. Petersen 2010
- Mucidula mucida (Schrad.) Pat. 1887 – tzw. monetka bukowa

Nazwy naukowe na podstawie Index Fungorum. Nazwy polskie według Władysława Wojewody.